# بوينتي فايسجو
بلدية بوينتي فايسجو (بالإسبانية: Puente Viesgo)‏، هي إحدى بلديات منطقة كانتابريا, المصنفة على أنها مقاطعة أيضاً، في شمال إسبانيا.
يبلغ عدد سكانها 2.344 نسمة وفقاً لإحصائية سنة (2002).

## معرض صور

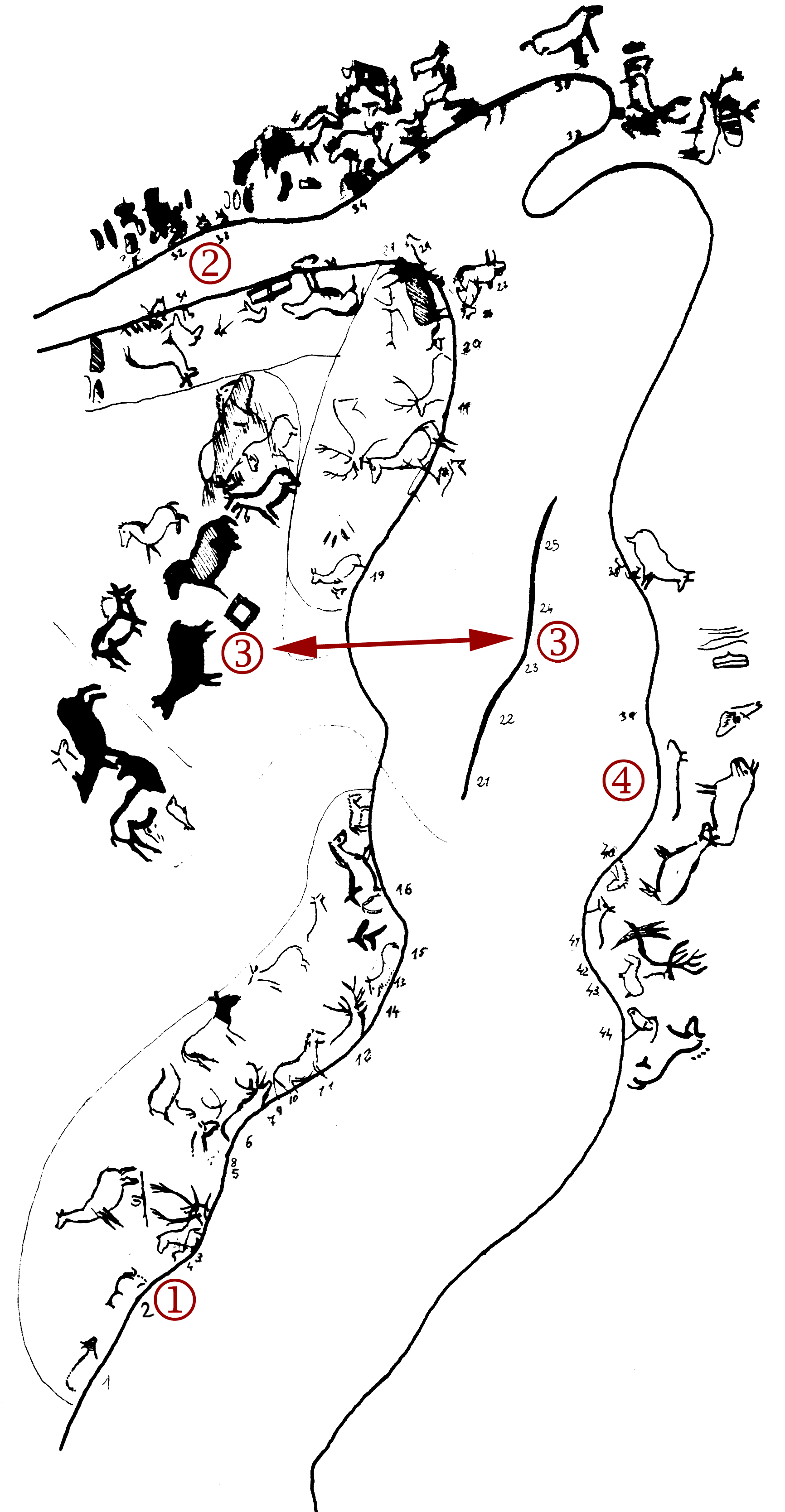
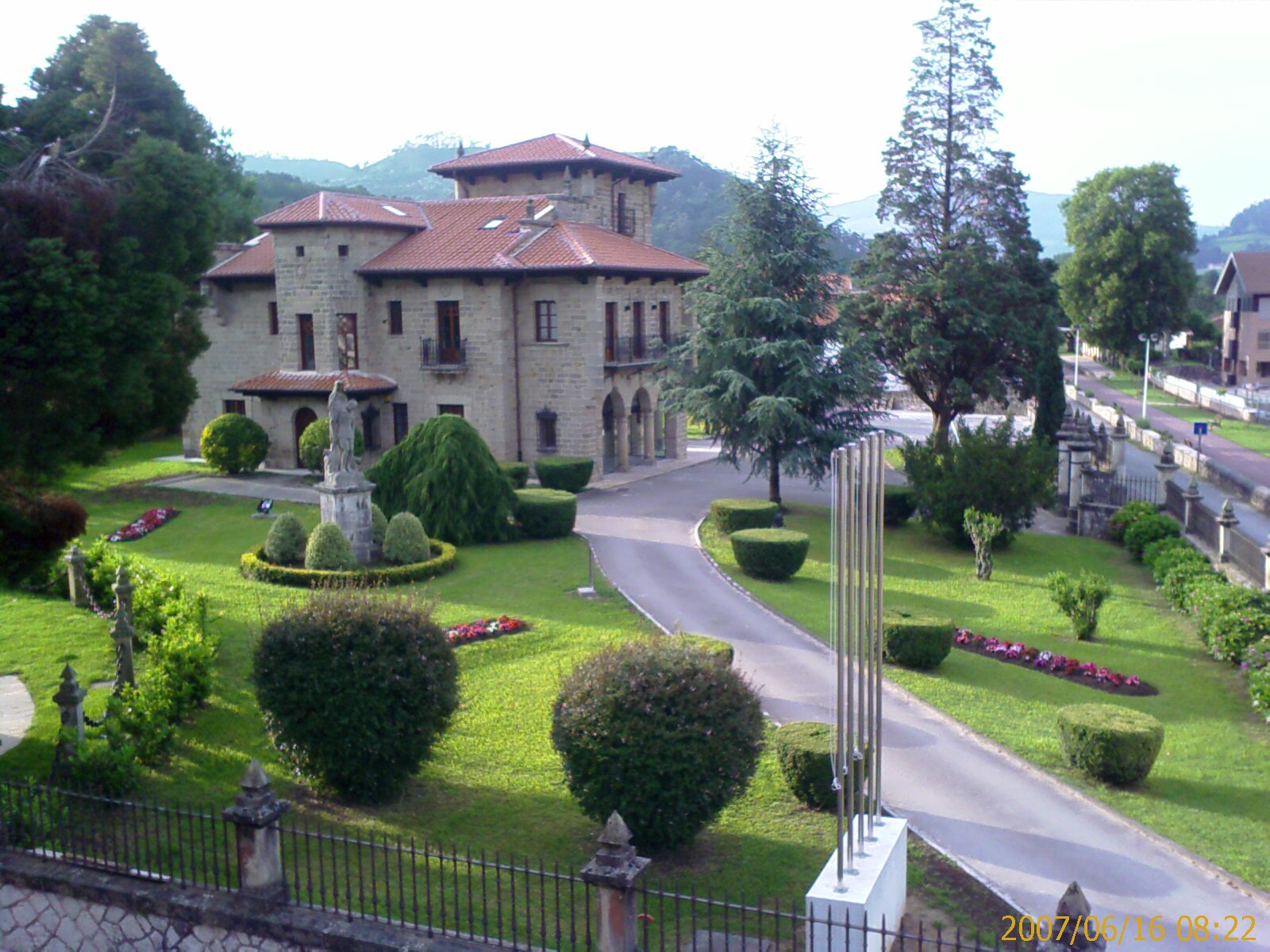
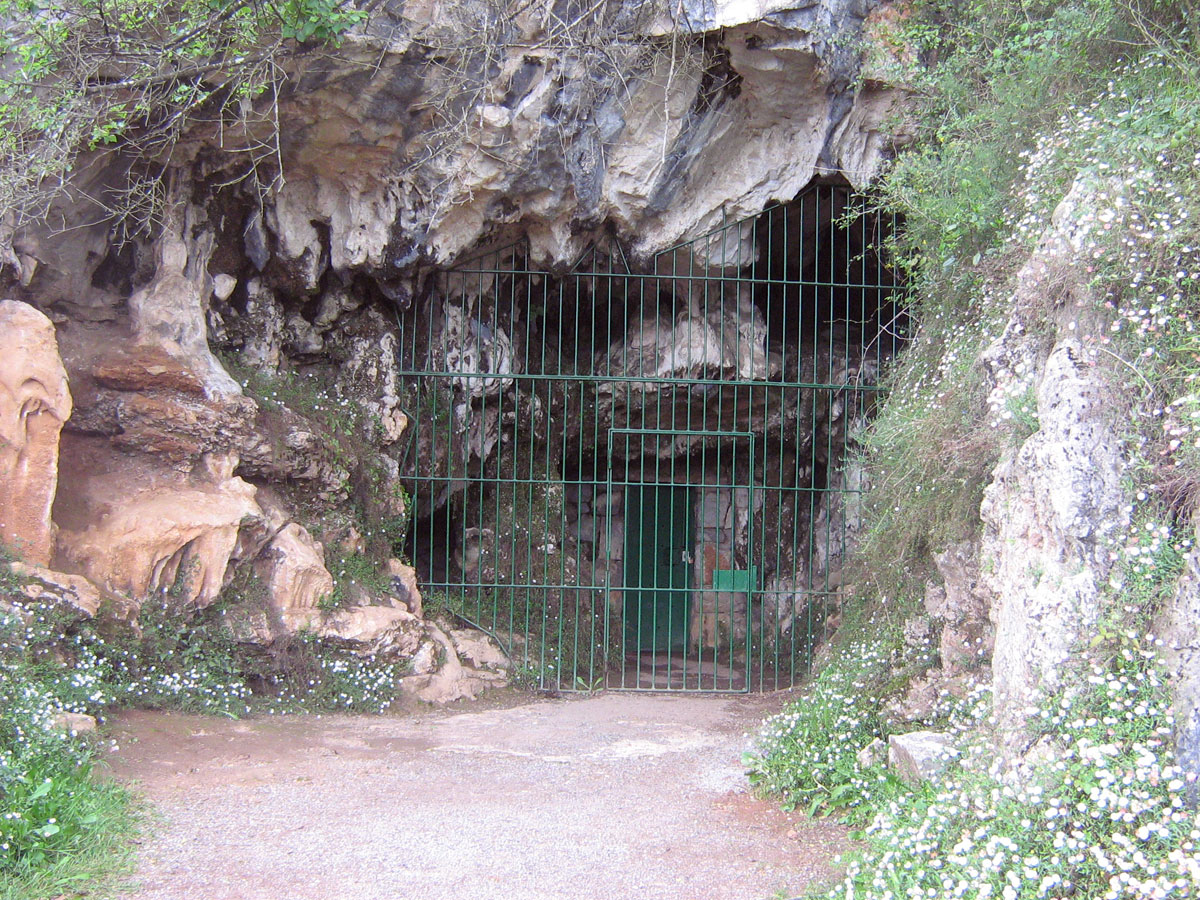
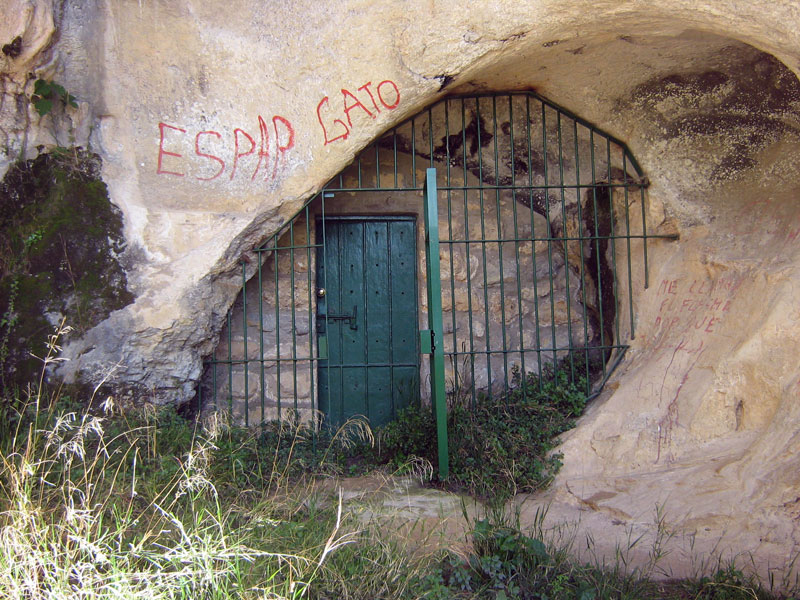